# Radio CCE 940 AM
Radio Casa de la Cultura Ecuatoriana, también conocida como Radio CCE, es una emisora de radio pública que opera en la ciudad de Quito, Ecuador, en el dial 940 en amplitud modulada, que inició sus emisiones en 1949. Forma parte del sistema de radios de la Casa de las Culturas Ecuatorianas, junto con Cultura FM.

## Trayectoria
La estación fue fundada en 1949 durante la administración de Pio Jaramillo Alvarado y Luis F. Ayora. Actualmente emite desde sus instalaciones ubicadas en la Sede Nacional de la Casa de la Cultura Ecuatoriana Benjamín Carrión.
Junto a otras emisoras comunitarias nacionales forma parte de la red de medios de la Coordinadora de Medios Comunitarios Populares y Educativos del Ecuador (Corape).

## Programación
Radio CCE transmite de manera conjunta espacios noticiosos con las emisoras de la red Corape y Cultura FM 100.9. Además de la programación musical diaria, emite también programas coproducidos con realizadores independientes del sector del arte y representantes de la pluriculturalidad de Ecuador.